# João Pinheiro Neto
João Pinheiro da Silva Neto (Roma, 4 de dezembro de 1928 – Rio de Janeiro, 3 de novembro de 2006) foi um político, advogado, escritor, professor e jornalista brasileiro.

## Família
Era filho de João Pinheiro da Silva Filho, deputado constituinte entre 1933 e 1935, e de Marina Barbará Pinheiro. Seu pai era advogado e, após o casamento, tornou-se diretor da Companhia Metalúrgica Barbará, empresa fundada pelo sogro, proprietário de terras em Uruguaiana. Seu avô paterno, João Pinheiro da Silva, foi presidente de Minas Gerais 1890 e de 1906 a 1908. Seu tio, o engenheiro Israel Pinheiro da Silva, foi deputado federal por Minas Gerais de 1950 a 1956 e governador de Minas Gerais, de 1966 a 1971.

## Carreira Política
Foi assessor e secretário pessoal de Juscelino Kubitschek entre 1951 e 1960. Com a posse de Kubitschek na presidência da República em janeiro de 1956, foi nomeado oficial do Gabinete Civil do novo governo e mais tarde procurador da Justiça do Trabalho. 
Substituiu Hermes Lima como Ministro do Trabalho, assumindo o cargo em 17 de setembro de 1962. Foi destituído do cargo em 4 de dezembro de 1962, após realizar duras críticas ao Fundo Monetário Internacional.
Em julho de 1963 assume a Presidência da Scretaria de Política Agrária, onde fica até o Golpe de Estado no Brasil em 1964, sendo em seguida cassado pelo Ato Institucional Número Um..

## Vida Pessoal
Bacharelou-se em Direito pela Faculdade de Direito de Belo Horizonte. Entre 1951 e 1952 foi redator no Diário de Minas, em A Folha de Minas, e colaborador no Diário Carioca. Retorna ao posto de jornalista em 1961, no jornal Última Hora, deixando este posto em 1962 para integrar o governo João Goulart. Após o golpe de 1964, retorna ao Última Hora, onde trabalhou de 1968 a 1971, depois integrando o corpo da Revista Manchete, e posteriormente do Correio da Manhã.
Foi professor da Fundação Getulio Vargas e professor-visitante na Escola Nacional de Treinamento de Funcionários Públicos da Espanha, em 1982. Na década de 1980 em diante às atividades de advogado trabalhista em seu escritório no centro do Rio de Janeiro e às suas atividades de escritor.
Casou-se com Leda Maria d’Ávila Pinheiro, com quem teve três filhos.

## Livros Publicados
- A definição brasileira (1958)
- URSS, a grande advertência (1961)
- Salário é causa de inflação? (1962)
- A ilusão monetarista (1978)
- Jango, um depoimento pessoal (1991)
- Juscelino, uma história de amor (1994)
- Bons e maus mineiros (1996)
- Carlos Lacerda, um raio sobre o Brasil (1998)
- Giuseppe Pignataro, um italiano na corte de Rui Barbosa (1999)